# Europawahl in Finnland 2019
- VAS: 1
- SDP: 2
- VIHR: 2
- RKP: 1
- KESK: 2
- KOK: 3
- PS: 2

Die Europawahl 2019 fand in Finnland am 26. Mai 2019 statt. Sie wurde im Rahmen der EU-weit stattfindenden Europawahl 2019 durchgeführt.
In Finnland wurden zunächst 13 Mandate im Europäischen Parlament vergeben, gewählt wurden aber 14 Mandate. Ein Mandatsträger aus Finnland wird nach dem erfolgten EU-Austritt des Vereinigten Königreichs ins Europaparlament einziehen. Es gibt für Parteien keine explizite Sperrklausel.
Die Wahl fand sechs Wochen nach der nationalen Parlamentswahl statt. Zeitweise plante die finnische Regierung die Zusammenlegung der Wahlen, dieser Plan wurde aber verworfen.

## Wahlsystem
Finnland nutzt bei der Wahl ein System offener Listen. Die Reihenfolge der Kandidaten werden nicht durch die Parteien festgelegt. Die Wähler stimmen für einen Kandidaten, nicht für eine Partei. Zur Bestimmung der Mandatszahl, die auf eine Partei entfällt, werden die Stimmen aller Kandidaten einer Partei zusammengezählt. Dafür wird das D’Hondt-Verfahren benutzt.
Listen können miteinander verbunden werden, so dass die Stimmen der Parteien bei der Sitzverteilung zusammengerechnet werden. Innerhalb einer Partei werden die Sitze dann an die Kandidaten mit den meisten Stimmen vergeben.

## Ausgangslage

### Europawahl 2014
Bei der Europawahl 2014 wurde die konservative Nationale Sammlungspartei stärkste Partei vor der Zentrumspartei. Die Partei Die Finnen konnten ihr Wahlergebnis im Vergleich zu 2009 um über drei Prozentpunkte verbessern, blieben aber unter den vorher ermittelten Umfrageergebnissen. Mit 12,9 % wurden sie jedoch drittstärkste Kraft vor der Sozialdemokratischen Partei, die mit 12,3 % ihr schlechtestes Ergebnis aller Zeiten bei einer landesweiten Wahl erzielte.
Nach der Parlamentswahl 2015 bildeten Zentrumspartei, Die Finnen und Nationale Sammlungspartei eine Mitte-rechts-Koalition. Ministerpräsident wurde Juha Sipilä (Zentrum).
Nach der Wahl von Jussi Halla-aho zum neuen Vorsitzenden der Partei Die Finnen kündigten ihre Koalitionspartner die Koalition auf. Daraufhin traten zwanzig Abgeordnete, darunter alle Kabinettsmitglieder, aus der Partei Die Finnen aus. Sie gründeten später die Partei Blaue Zukunft.

### Parteien
Folgende Parteien sind derzeit im Finnischen bzw. im Europäischen Parlament vertreten:
| Partei (Abk.) Deutscher Name | Partei (Abk.) Deutscher Name                                                   | Europapartei | nationale Mandate | europ. Mandate | europ. Fraktion |
| ---------------------------- | ------------------------------------------------------------------------------ | ------------ | ----------------- | -------------- | --------------- |
|                              | Kansallinen Kokoomus (Kok.) Nationale Sammlungspartei                          | EVP          | 49                | 3              | EVP             |
|                              | Suomen Keskusta (Kesk.) Finnische Zentrumspartei                               | ALDE         | 38                | 3              | ALDE            |
|                              | Suomen Sosialidemokraattinen Puolue (SDP) Sozialdemokratische Partei Finnlands | SPE          | 35                | 2              | S&D             |
|                              | Perussuomalaiset (PS) Die Finnen                                               | –            | 17                | 2              | EKR             |
|                              | Vihreä liitto (Vihr.) Grüner Bund                                              | EGP          | 15                | 1              | Grüne/EFA       |
|                              | Vasemmistoliitto (Vas.) Linksbündnis                                           | EL, MLP      | 12                | 1              | GUE/NGL         |
|                              | Suomen Ruotsalainen Kansanpuolue (SFP/RKP) Schwedische Volkspartei             | ALDE         | 10                | 1              | ALDE            |
|                              | Suomen Kristillisdemokraatit (KD) Finnische Christdemokraten                   | EVP (Beob.)  | 05                | –              | –               |
|                              | Sininen tulevaisuus (Sin.) Blaue Zukunft                                       | AKRE         | 18                | –              | –               |

## Umfragen
| Datum      | Umfrageinstitut | Listen (%) | Listen (%) | Listen (%) | Listen (%) | Listen (%) | Listen (%) | Listen (%) | Listen (%) | Listen (%) |
| Datum      | Umfrageinstitut | KOK        | KESK       | PS         | SDP        | VIHR       | VAS        | SFP        | KD         | Sonstige   |
| ---------- | --------------- | ---------- | ---------- | ---------- | ---------- | ---------- | ---------- | ---------- | ---------- | ---------- |
| 21.05.2019 | Taloustutkimus  | 19,7 %     | 13,0 %     | 17,0 %     | 14,3 %     | 17,2 %     | 7,9 %      | 5,2 %      | 4,2 %      | 1,5 %      |
| 18.05.2019 | Kantar TNS      | 20,1 %     | 13,5 %     | 16,3 %     | 15,5 %     | 13,0 %     | 8,3 %      | 6,8 %      | 5,0 %      | 1,5 %      |
| 25.05.2015 | Wahl 2014       | 22,6 %     | 19,7 %     | 12,9 %     | 12,3 %     | 9,3 %      | 9,3 %      | 6,8 %      | 5,2 %      | 1,9 %      |

## Ergebnis
| Listen                                  | Listen                                     | Stimmen   | %    | +/-  | Mandate | +/-     |
| --------------------------------------- | ------------------------------------------ | --------- | ---- | ---- | ------- | ------- |
|                                         | Nationale Sammlungspartei (KOK)            | 380.460   | 20,8 | −1,8 | 3       | ±0      |
|                                         | Grüner Bund (VIHR)                         | 292.892   | 16,0 | +6,7 | 2 (+1)  | +1 (+2) |
|                                         | Sozialdemokratische Partei Finnlands (SDP) | 267.603   | 14,6 | +2,3 | 2       | ±0      |
|                                         | Basisfinnen (PS)                           | 253.176   | 13,8 | +1,0 | 2       | ±0      |
|                                         | Zentrumspartei (KESK)                      | 247.477   | 13,5 | −6,1 | 2       | −1      |
|                                         | Linksbündnis (VAS)                         | 126.063   | 6,9  | −2,4 | 1       | ±0      |
|                                         | Schwedische Volkspartei (RKP)              | 115.962   | 6,3  | −0,4 | 1       | ±0      |
|                                         | Christdemokraten (KD)                      | 89.204    | 4,9  | −0,4 | –       | ±0      |
|                                         | Seitsemän tähden liike (STL)               | 16.065    | 0,9  | Neu  | –       | Neu     |
|                                         | Piratenpartei (PP)                         | 12.579    | 0,7  | ±0   | –       | ±0      |
|                                         | Blaue Zukunft (ST)                         | 6.043     | 0,3  | Neu  | –       | Neu     |
|                                         | Feministische Partei (FP)                  | 4.442     | 0,2  | Neu  | –       | Neu     |
|                                         | Kommunistische Partei Finnlands (SKP)      | 3.532     | 0,2  | −0,2 | –       | ±0      |
|                                         | Liberale Partei                            | 3.015     | 0,2  | Neu  | –       | Neu     |
|                                         | Partei für Tierrechte (EOP)                | 2.917     | 0,2  | Neu  | –       | Neu     |
|                                         | Finnen zuerst (SKE)                        | 2.495     | 0,1  | Neu  | –       | Neu     |
|                                         | Bürgerpartei                               | 2.043     | 0,1  | Neu  | –       | Neu     |
|                                         | Unabhängige                                | 4.077     | 0,2  | +0,2 | –       | ±0      |
| Gesamt                                  | Gesamt                                     | 1.830.045 | 100  |      | 13 (+1) | – (+1)  |
|                                         |                                            |           |      |      |         |         |
| Ungültige Stimmen                       | Ungültige Stimmen                          | 6.014     | 0,3  | –0,3 |         |         |
| Wähler                                  | Wähler                                     | 1.836.059 | 40,8 | +1,7 |         |         |
| Wahlberechtigte                         | Wahlberechtigte                            | 4.504.481 |      |      |         |         |
|                                         |                                            |           |      |      |         |         |
| Quellen: Tilastokeskus: Listen – Wähler |                                            |           |      |      |         |         |

## Fraktionen im Europäischen Parlament

### Nach Parteien
| Partei                         | Partei                               | Mandate | Fraktion |
| ------------------------------ | ------------------------------------ | ------- | -------- |
|                                | Nationale Sammlungspartei            | 3 / 13  | EVP      |
|                                | Grüner Bund                          | 2 / 13  | G/EFA    |
|                                | Sozialdemokratische Partei Finnlands | 2 / 13  | S&D      |
|                                | Basisfinnen                          | 2 / 13  | ID       |
|                                | Zentrumspartei                       | 2 / 13  | RE       |
|                                | Linksbündnis                         | 1 / 13  | GUE/NGL  |
|                                | Schwedische Volkspartei              | 1 / 13  | RE       |
|                                |                                      |         |          |
| Quelle: Europäisches Parlament |                                      |         |          |

### Nach Fraktionen
| Partei | Partei                                                      | Sitze   | Sitze   | Sitze |
| Partei | Partei                                                      | Anzahl  | +/−     | %     |
| ------ | ----------------------------------------------------------- | ------- | ------- | ----- |
|        | Europäische Volkspartei (EVP) (KOK)                         | 3       | ±0      | 23,1  |
|        | Renew Europe (RE) (KESK, RKP)                               | 3       | −1      | 23,1  |
|        | Die Grünen/Europäische Freie Allianz (Grüne/EFA) (VIHR)     | 2 (+1)  | +1 (+2) | 15,4  |
|        | Sozialdemokratische Partei Europas (S&D) (SDP)              | 2       | ±0      | 15,4  |
|        | Identität und Demokratie (ID) (PS)                          | 2       | neu     | 15,4  |
|        | Vereinte Europäische Linke/Nordische Grünen (GUE/NGL) (VAS) | 1       | ±0      | 7,6   |
|        | Europäische Konservative und Reformer (EKR)                 | –       | –       | –     |
| Gesamt | Gesamt                                                      | 13 (+1) | – (+1)  | 100,0 |